# Strabus (djur)
Strabus är ett släkte av skalbaggar. Strabus ingår i familjen plattnosbaggar.

## Dottertaxa tillStrabus, i alfabetisk ordning[1]
- Strabus accentifer
- Strabus albopunctatus
- Strabus aureocitrinus
- Strabus biguttulus
- Strabus buffo
- Strabus burgeoni
- Strabus elegantulus
- Strabus fallaciosus
- Strabus flavoniger
- Strabus luteipes
- Strabus melaleucus
- Strabus nataliae
- Strabus niger
- Strabus pilula
- Strabus polychromus
- Strabus pygmaeus
- Strabus rubirostris
- Strabus sexmaculatus
- Strabus sicardi
- Strabus suturalis
- Strabus variegatus
- Strabus viduatus